# Iskenderunský záliv
Iskenderunský záliv (turecky İskenderun Körfezi) je nejvýchodnějším výběžkem Středozemního moře. Římané ho nazývali Mare Issicum nebo Issicus Sinus. Nachází se v jihovýchodním Turecku nedaleko jeho hranic se Sýrií. Má přibližně tvar obdélníku směřujícího z jihozápadu na severovýchod. Na západě je ohraničen Karataşským mysem (Karataş Burnu), na jihu mysem Akıncı (Akıncı Burnu). Ze severu, východu a jihovýchodu je lemován pohořím Nur (Nur Dağları), které dosahuje nadmořských výšek přes 2 000 m. Na západním konci leží nížina Yüreğir (Yüreğir Ovası), kde se do moře vlévá řeka Ceyhan (turecky Ceyhan Nehri).
Východní břeh zálivu patří do turecké provincie Hatay, západní do provincie Adana. Největší města na březích zálivu jsou İskenderun (historická Alexandretta) a Dörtyol. Severní břehy patří k historické zemi Kilíkie, ve starověku zde stálo město Issus (viz též Bitva u Issu).